# Lacus Spei

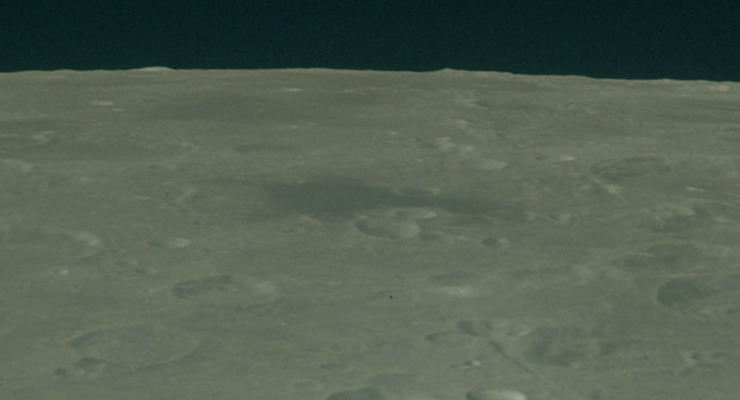
Vista obliqua des de l'Apol·lo 16

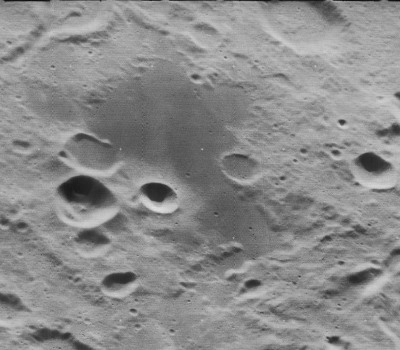
Vista obliqua des de la Lunar Orbiter 4

El Lacus Spei (en llatí, "Llac de l'Esperança") és una petita mar lunar localitzada en la part nord-oriental de la cara visible de la Lluna. Al nord es troba el cràter Mercuri i a l'oest sud-oest jeu Schumacher.

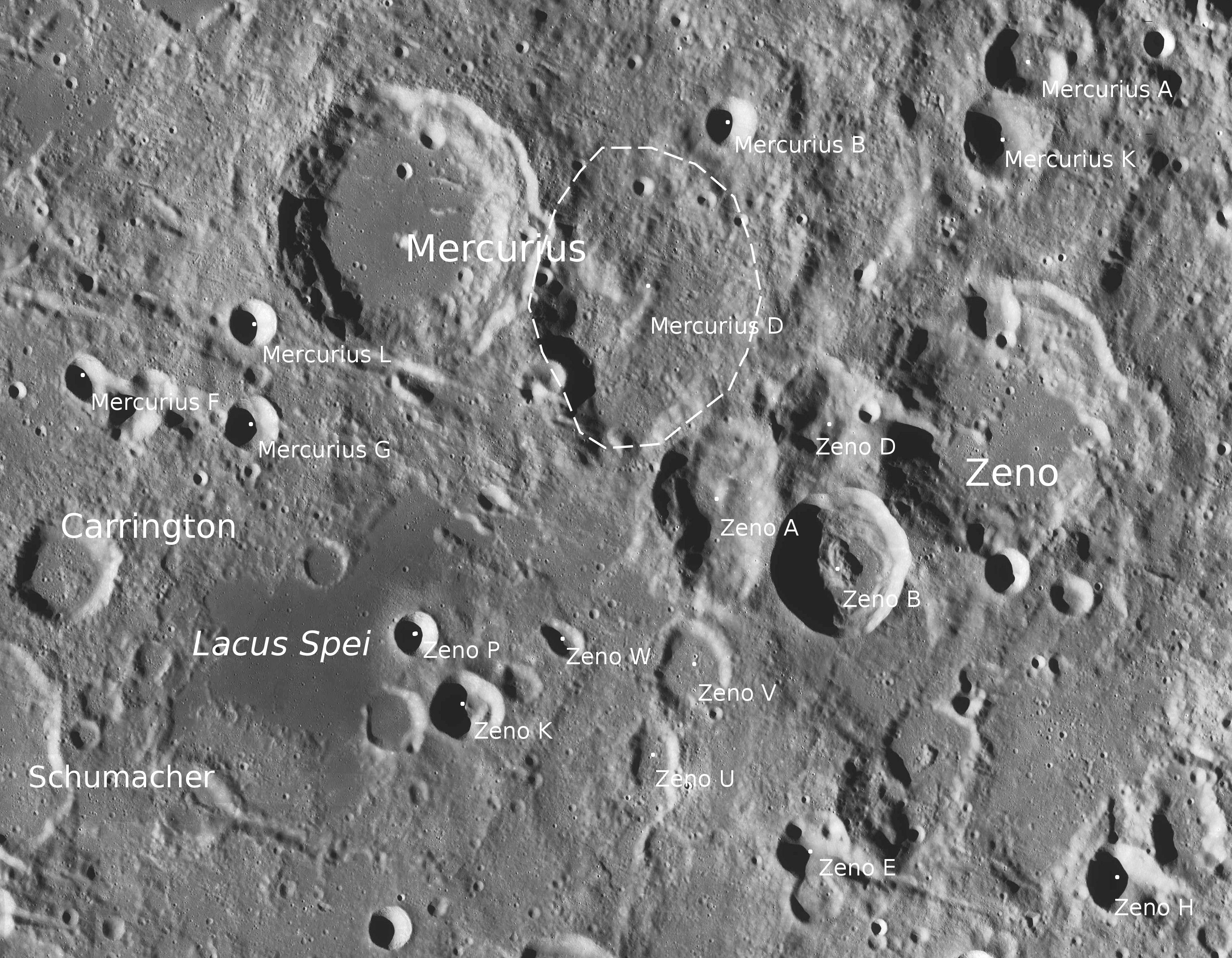
Entorn del Lacus Spei

Les coordenades selenogràfiques del seu centre són 43.0° Nord, i 65.0° Est, i el seu diàmetre envolupant aconsegueix els 77 km. La part principal del llac ocupa una regió d'aproximadament 50 km de diàmetre, amb una extensió orientada al nord-est. La superfície té el mateix baix albedo que els grans mars lunars, presentant matisos més clars prop de les vores. L'únic element singular situat a l'interior del llac és el cràter satèl·lit Zeno P. El cràter Zeno jeu a el aquest nord-est, més proper al limbe lunar.

## Denominació
El nom del llac va ser adoptat per la Unió Astronòmica Internacional en 1976.